# Stadio José María Minella
Lo stadio José María Minella (in spagnolo Estadio José María Minella) è un impianto polivalente argentino di Mar del Plata, nella provincia di Buenos Aires.
Fu inaugurato nel 1978 in occasione dell'imminente campionato mondiale di calcio, di sei gare del quale fu sede. Da allora è rimasto lo stadio più meridionale ad avere ospitato almeno una partita del torneo.
L'impianto è intitolato a José Minella, ex calciatore di Gimnasia La Plata e River Plate, nonché vincitore di due Coppe America con la selezione albiceleste. 
Nel 1993 ha ospitato la Coppa Artemio Franchi 1993 tra i vincitori della Copa América 1993 nonché padroni di casa dell'Argentina, e i vincitori di Euro 1992 della Danimarca. La sfida è stata vinta dall'Albiceleste ai calci di rigore dopo l'1-1 dei tempi regolamentari e supplementari.
Nel 2001 ha ospitato la Coppa del Mondo di rugby a 7.
L'impianto è stato inoltre utilizzato per i XII Giochi panamericani e, nel 2001, per il mondiale Under-20. Attualmente l'impianto ospita le gare casalinghe di Aldosivi, Alvarado e Unión. 
Sia i Tiburon, che i Toritos, militano in Primera B Nacional, la seconda divisione del campionato argentino di calcio.

## Finale della Coppa Artemio Franchi 1993
| Arbitro: | Puhl |

|                                                     |                      |                                                      |
| Caniggia 30’                                        | Marcatori            | 12’ (aut.) Craviotto                                 |
| Maradona Batistuta Simeone Mancuso Caniggia Saldaña | Tiri di rigore 5 – 4 | Elstrup Johnny Mølby Nielsen Vilfort Laudrup Goldbæk |

## Partite del mondiale 1978
| Data           | Tempo (UTC-4) | Squadra #1 | Ris.  | Squadra #2 | Fase del torneo | Spettatori |
| -------------- | ------------- | ---------- | ----- | ---------- | --------------- | ---------- |
| 2 giugno 1978  | 13:45         | Italia     | 2 - 1 | Francia    | Gruppo 1        | 42 373     |
| 3 giugno 1978  | 13:45         | Svezia     | 1 - 1 | Brasile    | Gruppo 3        | 32 569     |
| 6 giugno 1978  | 13:45         | Italia     | 3 - 1 | Ungheria   | Gruppo 1        | 26 533     |
| 7 giugno 1978  | 13:45         | Brasile    | 0 - 0 | Spagna     | Gruppo 3        | 34 771     |
| 10 giugno 1978 | 14:30         | Francia    | 3 - 1 | Ungheria   | Gruppo 1        | 23 127     |
| 11 giugno 1978 | 13:45         | Brasile    | 1 - 0 | Austria    | Gruppo 3        | 35 221     |